# .cv
.cv는 카보베르데의 인터넷 국가 코드 최상위 도메인이다.
ANAC는 다음의 2차 도메인을 정의하고 있으며 저마다 대상 사용자가 있다:
- .net.cv: 통신 및 네트워크 서비스
- .gov.cv: 정부 기관
- .org.cv: 비영리 단체
- .edu.cv: 학교, 대학교 (공립, 사립)
- .int.cv: 국제 단체, 외교 사절단
- .publ.cv: Directorate General of Social Communication에 등록된 정기간행물
- .com.cv: 제한 없음
- .nome.cv: 카보베르데 국민